# Communauté de communes de l'Est Alençonnais
La communauté de communes de l'Est Alençonnais est une ancienne communauté de communes française, située dans le département de l'Orne et la région Basse-Normandie.

## Histoire
La communauté de communes de l'Est Alençonnais est créée par arrêté préfectoral du 13 décembre 1993. Elle est dissoute au 31 décembre 2012. La commune d'Hauterive a rejoint la communauté de communes de la Vallée de la Haute Sarthe, tandis que les autres communes ont été intégrées à la communauté urbaine d'Alençon.

## Composition
Elle regroupait sept communes du département de l'Orne (cinq du canton d'Alençon-3 et deux du canton du Mêle-sur-Sarthe) :
1. Forges
2. Hauterive
3. Larré
4. Ménil-Erreux
5. Radon
6. Semallé
7. Vingt-Hanaps

## Administration
| Période    | Période       | Identité            | Étiquette | Qualité               |
| ---------- | ------------- | ------------------- | --------- | --------------------- |
|            |               |                     |           |                       |
| juin 1995  | avril 2001    | Jean-Patrick Leroux |           | Maire de Semallé      |
| avril 2001 | mars 2002     | Gaston Thibault     |           | Maire de Hauterive    |
| mars 2002  | décembre 2012 | Jérôme Larchevêque  |           | Maire de Ménil-Erreux |